# Pachycephala hyperythra
El silbador herrumbroso (Pachycephala hyperythra) es una especie de ave paseriforme de la familia Pachycephalidae.

## Distribución geográfica y hábitat
Es endémica de Nueva Guinea (Indonesia y Papúa Nueva Guinea).
Su hábitat natural son los bosques bajos húmedos subtropicales o tropicales.

## Subespecies
Se reconocen las siguientes según IOC:
- P. h. hyperythra: noroeste, oeste y este-centro de Nueva Guinea.
- P. h. sepikiana: norte de Nueva Guinea.
- P. h. reichenowi: noreste de Nueva Guinea.
- P. h. salvadorii: sudeste de Nueva Guinea.